# موريس دوبلسي

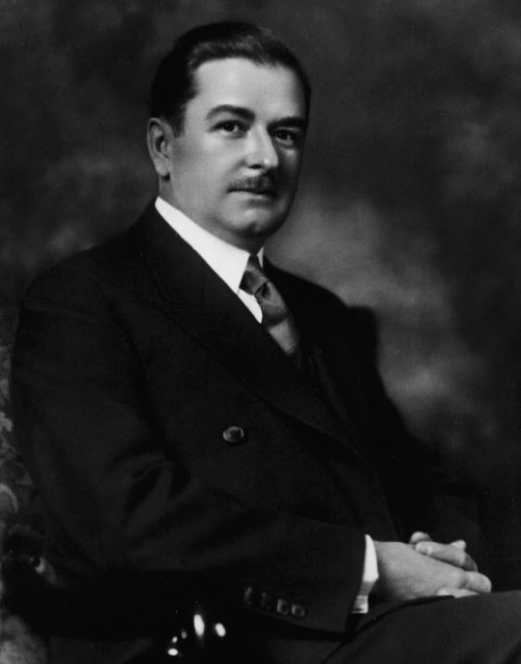
موريس لو نوبليه دوبلسي (20 أبريل 1890 – 7 سبتمبر 1959) كان محاميًا وسياسيًا كنديًا فرنسيًا شغل منصب رئيس حكومة السادس عشر لمقاطعة كيبك.

موريس لو نوبليه دوبلسي (20 أبريل 1890 – 7 سبتمبر 1959) كان محامٍ وسياسيًا كندي فرنسي شغل منصب رئيس حكومة السادس عشر لمقاطعة كيبك. انتمى للتيار المحافظ، القومي، والمناهض للشيوعية والنقابات، وكان من الكاثوليك المندفعين. هيمن هو وحزبه على سياسة المقاطعة من ثلاثينيات إلى خمسينيات القرن العشرين.
درس موريس، ابن نيري دوبلسي، وهو محام كان آنذاك عضوًا محافظًا في الجمعية التشريعية، وأصبح عضوًا في لجنة محاماة كيبك سنة 1913. عاد إلى مدينته لممارسة المحاماة، حيث أسس شركة استشارية شهدت نجاحًا. ترشح دوبلسي عن التيار المحافظ في انتخابات 1923، إلا أنه لم يتمكن من الحصول سوى على أصوات دائرة الأنهار الثلاثة الانتخابية بعد 4 سنوات، وهو المنصب الذي بقي فيه حتى وفاته. لم يتمكن من الحصول سوى على أن يصبح زعيم المعارضة الرسمية في الجمعية التشريعية سنة 1933 مكان كاملين هود.
بصفته زعيمًا للمعارضة، وافق على تشكيل ائتلاف مع الحركة الليبرالية الوطنية بقيادة بول غوين، وهو فصيل منفصل عن اللجان التشريعية الليبرالية، والذي سرعان ما أصبح العضو الأبرز فيه. فشلت المحاولة الأولى، في عام 1935، للإطاحة بالرئيس لويس ألكساندر تاشيرو، الذي حكم البلاد آنذاك طيلة خمسة عشر عامًا. فاز دوبلسي بأغلبية ساحقة في العام التالي، عندما اندمجت الحركة الليبرالية الوطنية مع المحافظين لتشكيل الاتحاد الوطني، الذي قاده دوبلسي حتى وفاته. حطمت انتخابات عام 1936 هيمنة الحزب الليبرالي في كيبيك الذي استمر بصورة مستمرة لما يقرب من أربعين عامًا.
دامت أول حكومة لموريس دوبلسي أكثر بقليل من ثلاث سنوات. أصبح دوبلسي رئيسًا للجنة محامي كيبك، وكان الشخص الوحيد في كيبك الذي أصبح النائب العام ورئيس مجلس الوزراء ورئيس نقابة المحامين في الوقت ذاته. هزم على يد الليبرالي أديلارد جودبوت في انتخابات عام 1939، عندما فشل سعيه إلى التأكيد على معارضة كيبيك للحرب العالمية الثانية، ولكن المعارضة نفسها، كما عبر عنها استفتاء عام 1942 الكندي حول التجنيد الإلزامي وأزمة التجنيد التي تلته، أعادته إلى السلطة في أعقاب انتخابات عام 1944. استمرت ولايته الثانية رئيسًا للوزراء مدة خمسة عشر عامًا وشملت أربعة مجالس تشريعية. كان في مهلة منصبه أطول رئيس وزراء في كيبيك منذ الكونفدرالية الكندية وآخر رئيس وزراء خدم بالتوالي في منصبه أكثر من عشرة أعوام لم تتوقف قيادته إلا بوفاته في سبتمبر نتيجة نزف داخل القحف.
كان دوبلسي من أنصار الليبرالية الاقتصادية، الأمر الذي عرقل الجهود التي بذلتها الحكومة الفيدرالية لتنفيذ السياسات الكينزية. في حين شهدت ولايته الأولى إدخال العديد من سياسات الرعاية الاجتماعية الرئيسية (مثل الحد الأدنى للأجور والمعاشات التقاعدية لكبار السن)، اعتبر دوبلسي دور سياسة الرعاية الاجتماعية غير إيجابي، لا سيما من خلال مقاومته الدعوات لتوسيع البرامج الاجتماعية في فترة ما بعد الحرب. خلال فترة رئاسته الثانية، ترأس فترة نمو اقتصادي قوي، ويعزى ذلك بوجه خاص إلى تنمية المناطق الريفية ومنطقة كوت نور. نفذ دوبلسي سياسات داعمة للأعمال التجارية، والتي يقول خصومه إنها أدت إلى رأسمالية متوحشة وعلاقة المحسوبية بالمصالح التجارية. عارض زعيم الاتحاد الوطني النقابات التي كانت تزداد قوة وحارب الشيوعية بتبني قوانين مثل قانون بادلوك (قانون حماية المقاطعة من البروباغندا الشيوعية). أكد دوبلسي مرارًا على الاستقلالية الإقليمية رغم أنه لم يكن من نصار حركات السيادة. دافع بقوة عن الدور التقليدي للكنيسة الكاثوليكية في مجتمع كيبك، لا سيما فيما يخص العناية الصحية والتعليم، وانخرط في ملاحقة شهود يهوه، وقاوم الميول غير المحافظة في المجتمع. كل ما سبق، مقترنًا بقبضته الاستبدادية في الإقليم وما كان ينظر إليه على نطاق واسع بكونه نموذجًا مجتمعيًا لا يرقى للعصر الحالي كان يروج له دوبلسي، دفع منتقديه إلى وصف تلك الفترة «الظلام الكبير». رغم أن هذه النظرة لا تزال قائمة، فإن بعض السرديات تتحدى هذا التصور، مقدمة فوارق دقيقة للصورة المنقولة عن سياسة دوبلسي، التي تبدد إرثها الاجتماعي والاقتصادي إلى حد كبير في ستينيات القرن العشرين مع قيام الثورة الهادئة في كيبيك.

## سياساته اللاحقة
عاد دوبلسي إلى منصب رئيس الوزراء في انتخابات عام 1944 وتولى السلطة دون تلقيه معارضة شديدة مدة 15 عامًا حتى وفاته، وفاز بالانتخابات في السنوات 1948 و1952 و1956. عرف بلقب السيد أو (البوس). انتخب في ولايته خمس مرات، كانت الأربعة الأخيرة منها متتالية. دوبلسي آخر رئيس وزراء في كيبيك فاز بثلاث حكومات أو أكثر ذات أغلبية متتالية. لم يفز أي حزب سياسي في انتخابات كيبيك على مستوى المقاطعة بأكثر من ولايتين على الترتيب حتى فوز الحزب الليبرالي بزعامة جان تشارست في ديسمبر 2008، وهو الفوز الثالث على الترتيب.
فضل دوبلسي المناطق الريفية على تنمية المدن وقدم ائتمانات زراعية مختلفة خلال فترة ولايته الأولى. لوحظت أيضًا ضآلة الاستثمار في الخدمات الاجتماعية باستثناء التعليم (تضاعف الميزانية ست مرات في الفترة ما بين عامي 1946 و1956) في المدارس الكاثوليكية. عارض دوبلسي التجنيد العسكري وانخراط كندا في الحرب العالمية الثانية. كثيرًا ما تمتع الاتحاد الوطني بدعم فاعل من الكنيسة الكاثوليكية الرومانية في حملاتها السياسية.

### شهود يهوه وقضية رونكاريلي ضد دوبلسي
قاوم دوبلسي شهود يهوه بقوة، ما دفع صحيفة «ذا غلوب أند ميل» للتعليق: «إن اضطهاد الطائفة الدينية المعروفة بشهود يهوه، الجاري الآن في مقاطعة كيبك بعقوبات رسمية وقضائية محتدمة، قد اتخذ منعطفًا يوحي بأن محكمة التفتيش قد عادت إلى كندا الفرنسية». في سنة 1943، استمر إلقاء القبض على شهود يهوه في مقاطعة كيبك الكندية لتصل حتى مرتين في اليوم نفسه.
ذات يوم. استخدم دوبلسي نفوذه لإلغاء ترخيص الخمور من إحدى شركات أعضاء الحزب. في قضية رونكاريلي ضد دوبلسي، أيدت المحكمة العليا في كندا قرار المحكمة الابتدائية، وزادت الأضرار التي لحقت برونكاريلي. أُمر دوبلسي بدفع تعويض قدره 33 ألفًا و123.53 دولارًا. كتب القاضي آبوت في تعليقه: «إن إلغاء الرخصة جاء فقط بسبب ارتباط المدعي بشهود يهوه، تحت هدف منعه من الاستمرار في تقديم كفالة لأعضاء تلك الطائفة». في القرار 6-3، اعتبر حثّ دوبلسي لجنة الخمور لإلغاء الترخيص استخدامًا غير مراعٍ لسلطته.

## وفاته وإرثه
توفي دوبلسي في منصبه بعد سلسلة من السكتات الدماغية تعرض لها خلال زيارته شركة «آيرون أور» في شيفيرفيل بحضور سبعة من المسؤولين الحكوميين ومسؤولي الشركة في 7 سبتمبر 1959. بعد وفاته وانتخاب حكومة ليبرالية في عهد جان ليساج في عام 1960، دخلت كيبيك فترة سميت بعدئذ الثورة الهادئة، التي مثلت حركة مصيرية بعيدًا عن سياسات دوبلسي المحافظة، وأكثر تجاه ديمقراطية اجتماعية علمانية.
لم يكن دوبلسي دون أنصار له. إذ إن كونراد بلاك في عمله الذي مجد فيه دوبلسي سنة 1977، رسم صورة مادحًا فيه دوبلسي، مظهرًا إياه شخصية انتقالية نحو الحداثة، وضحية هجوم حزبي ومرض شخصي.
تعرض إرث دوبلسي لانتقادات متكررة في العقود التي تلت موته. يكره القوميون في كيبيك موقفه المناهض للانفصالية، في حين يدين الليبراليون تحفظه الاجتماعي يرى منتقدو دوبلسي أن سياسات المحسوبية الفاسدة بطبيعتها، والنزعة المحافظة الرجعية التي تبناها، وتشديده على القيم الأسرية والدينية التقليدية، وموقفه المناهض للاتحاد الذي انطوى على مفارقة تاريخية، وتركيزه في المناطق الريفية، ودفاعه عن مؤسسات الكنيسة الكاثوليكية وترويجه لها، كل ذلك على حساب تطوير بنية اجتماعية علمانية أقرب إلى تلك التي سادت في أغلب بلدان ما بعد الحرب في الغرب، كانت سببًا في إعاقة التنمية الاجتماعية والاقتصادية في كيبيك لمدة عقد من الزمان على الأقل.